# Канада и НАТО
С момента создания в 1949 году Североатлантического альянса Канада была не только членом, но и страной-основателем альянса. Участие Канады в НАТО стало неожиданностью, ведь страна в довоенный период отмечалась изоляционизмом. Тем не менее, канадские чиновники, такие как Х. Ронг и Лестер Б. Пирсон и в частности премьер-министр Луи Сен-Лоран работали на пользу альянса не только потому, что они стремились отомстить Советскому Союзу, как другие члены, а потому, что они надеялись, что договор поможет устранить любые потенциальные соперничества между США, Великобританией и другими европейскими великими державами (главным образом Францией, но позже в том числе Западной Германией), где Канада будет вынуждена выбрать одну из сторон. Данный вопрос долгое время было главной целью канадской внешней политики. В Североатлантическом договоре канадские дипломаты определили и написали Статью 2, которая определяет, что члены будут поддерживать «свободную» политическую систему и способствовать развитию экономического сотрудничества, в дополнение к более обычных дипломатических и военных вопросов. Но этому не суждено сбыться, ведь европейские страны «смотрели» в сторону создания Европейского Союза, а США в сторону создания Североамериканской зоны свободной торговли между Канадой, Мексикой и США.
С точки зрения военных обязательств, Канада сначала разместила войска в Германии и Норвегии. По состоянию на 1950 год Канада тратила значительные средства на существования альянса, но была одной из немногих, которые не получают прямой помощи со стороны Соединенных Штатов. Расходы на содержание сил в Европе в сочетании с защитой своей собственной большой территории и участие в Корейской войне вызвали огромную нагрузку на канадский бюджет в течение 1950-х годов. Канадские лидеры разочаровались в НАТО, и начали сокращать приверженность Канады к нему. В 1969 тогдашний премьер-министр Пьер Трюдо отозвал половину военных сил Канады в Европе, много левых интеллектуалов и активистов движения за мир призвали к полному выходу страны из НАТО. Вследствие успеха канадских войск в Суэцком кризисе, на Кипре и на других миротворческих миссиях ООН, восприятие НАТО в Канаде изменилось, от обычного ведения боевых действий в миротворческие миссии. Тем не менее, большая часть военных Канады было сосредоточено в Германии. В целом, там находилось более 5000 солдат до 1993 года, когда канадские войска были выведены из Европы правительством Брайана Малруни, после окончания холодной войны.
Учитывая небольшой размер военных сил Канады, важность вклада Канады в НАТО в основном носила политический характер. Тем не менее, в течение 1999 года во время Косовской войны канадские военные самолёты CF-18 были активно вовлечены. Канадские войска были частью миссии НАТО в Афганистане. В марте 2011 года, канадские вооруженные силы принимали участие в возглавляемых НАТО операциях в Ливии.